# Bennedict Mathurin
Bennedict Richard Felder Mathurin (Montreal, Quebec, 19 de junio de 2002) es un jugador de baloncesto canadiense que pertenece a la plantilla de los Indiana Pacers de la NBA. Con 1,96 metros de estatura, juega indistintamente en las posiciones de escolta o alero.

## Trayectoria deportiva

### Primeros años
Mathurin es originario de Montreal, Quebec y creció jugando al hockey sobre hielo y al fútbol americano como quarterback. En 2018, se unió a la NBA Academy Latin America en la ciudad de San Luis Potosí (México), convirtiéndose en su primer jugador nacido en Canadá. Se comprometió a jugar baloncesto universitario para Arizona, eligiendo a los Wildcats sobre Baylor.

### Universidad
Jugó dos temporadas con los Wildcats de la Universidad de Arizona, en las que promedió 14,8 puntos, 5,3 rebotes y 2 asistencias por partido. En su temporada sophomore promedió 17,7 puntos, 5,6 rebotes y 2,5 asistencias por partido, lo que le valió para ser elegido Jugador del Año de la Pac-12, incluido en el primer equipo de la conferencia, así como en el segundo equipo All-American.
El 31 de marzo de 2022, se declaró elegible para el draft de la NBA de 2022, renunciando a su elegibilidad universitaria restante.

#### Estadísticas
| Año     | Equipo  | PJ | PT | MPP  | %TC  | %3P  | %TL  | RPP | APP | ROB | TPP | PPP  |
| ------- | ------- | -- | -- | ---- | ---- | ---- | ---- | --- | --- | --- | --- | ---- |
| 2020–21 | Arizona | 26 | 12 | 25.0 | .471 | .418 | .846 | 4.8 | 1.2 | .7  | .1  | 10.8 |
| 2021–22 | Arizona | 37 | 37 | 32.5 | .450 | .369 | .764 | 5.6 | 2.5 | 1.0 | .3  | 17.7 |
| Total   | Total   | 63 | 49 | 29.4 | .456 | .383 | .789 | 5.3 | 2.0 | .9  | .2  | 14.8 |

### Profesional
Fue elegido en la sexta posición del Draft de la NBA de 2022 por los Indiana Pacers. Debuta en la NBA el 19 de octubre de 2022 ante Washington Wizards, anotando 19 puntos. Fue nombrado rookie del mes de noviembre de la conferencia Este. Al término de la temporada fue incluido en el mejor quinteto de rookies.

## Estadísticas de su carrera en la NBA

### Temporada regular
| Año     | Equipo  | PJ  | PT | MPP  | %TC  | %3P  | %TL  | RPP | APP | ROB | TPP | PPP  |
| ------- | ------- | --- | -- | ---- | ---- | ---- | ---- | --- | --- | --- | --- | ---- |
| 2022-23 | Indiana | 78  | 17 | 28.5 | .434 | .323 | .828 | 4.1 | 1.5 | .6  | .2  | 16.7 |
| 2023-24 | Indiana | 59  | 19 | 26.1 | .446 | .374 | .821 | 4.0 | 2.0 | .6  | .2  | 14.5 |
| 2024-25 | Indiana | 72  | 49 | 29.8 | .458 | .340 | .831 | 5.3 | 1.9 | .7  | .3  | 16.1 |
| Total   | Total   | 209 | 85 | 28.3 | .446 | .342 | .828 | 4.5 | 1.8 | .6  | .2  | 15.9 |

### Playoffs
| Año   | Equipo  | PJ | PT | MPP  | %TC  | %3P  | %TL  | RPP | APP | ROB | TPP | PPP  |
| ----- | ------- | -- | -- | ---- | ---- | ---- | ---- | --- | --- | --- | --- | ---- |
| 2025  | Indiana | 22 | 0  | 17.5 | .459 | .300 | .864 | 3.3 | .9  | .4  | .3  | 11.0 |
| Total | Total   | 22 | 0  | 17.5 | .459 | .300 | .864 | 3.3 | .9  | .4  | .3  | 11.0 |

## Vida personal
Bennedict es de ascendencia haitiana. Su hermana mayor, Jennifer, jugó baloncesto universitario para NC State. Cuando Mathurin tenía 12 años, su hermano de 15 años murió en un accidente de bicicleta. Habla inglés, francés, español y criollo.